# Spathichlamys oblonga
Spathichlamys oblonga là một loài thực vật có hoa trong họ Thiến thảo. Loài này được R.Parker miêu tả khoa học đầu tiên năm 1931.